# Al Hostak
Al Hostak, de son vrai nom Albert Paul Hostak, est un boxeur américain né le 7 janvier 1916 à Minneapolis, Minnesota, et mort le 13 août 2006.

## Carrière
Il devient champion des poids moyens de la National Boxing Association (NBA) en battant par KO au 1er round Freddie Steele le 26 juillet 1938. Défait le 1er novembre par Solly Krieger, Hostak remporte le combat revanche le 27 juin 1939 puis perd définitivement son titre face à Tony Zale le 19 juillet 1940.